# Momia de las Montañas de San Pedro

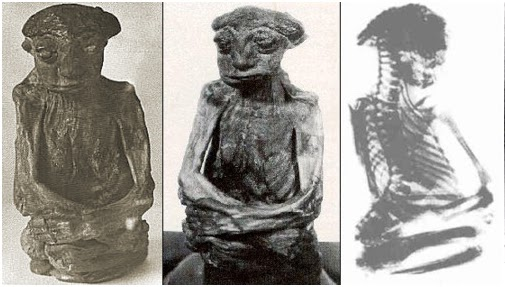
Fotos y radiografías de la momia.

La momia de las montañas de San Pedro (conocida informalmente como Pedro) es una momia descubierta en Wyoming en la década de 1930. Debido a sus características físicas inusuales y pequeña estatura, se ha convertido en parte del folclore estadounidense, así como de la Ufología y la criptozoología. La opinión científica generalizada considera que «Pedro» es la momia de un bebé con malformaciones que nació con anencefalia.
En octubre de 1932, mientras excavaban en busca de oro en las montañas de San Pedro, condado de Carbon, Wyoming, dos buscadores, Cecil Mayne y Frank Carr, se abrieron paso a través de una roca gruesa en la que continuaba una gran veta de oro. Cuando el polvo se asentó, vieron que habían abierto una pequeña habitación, aproximadamente 4 pies de alto, 4 pies de ancho, y alrededor de 15 pies de profundidad. Aquí es donde dijeron que vieron por primera vez la momia de una persona diminuta.
Esta primera momia fue examinada mediante rayos X que determinaron que era el cuerpo de un bebé anencefálico «cuya deformidad craneal le daba la apariencia de un adulto en miniatura». También se demostró que una segunda momia examinada por el antropólogo George Gill de la Universidad de Wyoming y el Hospital de Niños de Denver en la década de 1990 era un bebé anencefálico. Las pruebas de ADN mostraron que era nativo americano y la datación por radiocarbono se remonta a alrededor de 1700.
Según un artículo del 7 de julio de 1979 en el Casper Star-Tribune, la primera momia inició debates sobre si era un engaño, un bebé o una de las legendarias «personas pequeñas». La momia terminó en Meeteetse, Wyoming, en una farmacia local donde se mostró como una atracción durante varios años antes de que la comprara Ivan T. Goodman, un empresario de Casper, Wyoming. Luego, la momia fue entregada a Leonard Wadler, un hombre de negocios de Nueva York, y se desconoce su ubicación actual. Buscando demostrar que la evolución está equivocada, se hizo una oferta de una recompensa de $ 10,000 para la persona que encuentre la momia desaparecida según el Casper Star-Tribune.